# Hieronim Jawłowski
Hieronim Jawłowski (ur. 16 czerwca 1887 w Kownie, zm. 14 maja 1977 w Lublinie) – polski zoolog, myriapodolog, profesor Uniwersytetu Marii Curie-Skłodowskiej.

## Życiorys
Syn Olgierda i Marii z Pereświet-Sołtanów. Ukończył gimnazjum w Kownie w 1908, następnie studiował na Wydziale Fizyko-Matematycznym Uniwersytetu w Sankt Petersburgu. Jeszcze jako student w latach 1910-1914 pracował naukowo w Zakładzie Anatomii Prawidłowej Uniwersytetu w Petersburgu pod kierunkiem Władimira Szymkiewicza nad rozwojem rdzenia kręgowego ryb kostnoszkieletowych. W latach 1914–1915 uczestniczył w ekspedycji naukowej Nikołaja Knipowicza badającej faunę Morza Kaspijskiego. W latach 1915–1918 był nauczycielem w szkołach średnich w Temir-chan-Szurze i Mozdoku na Kaukazie, w 1918-1919 w polskim gimnazjum Peretjatkowiczowej w Kijowie. W 1918 zdał egzamin państwowy i został młodszym asystentem w Zakładzie Fizjologii Zwierząt Uniwersytetu Kijowskiego. W latach 1919–1920 był młodszym asystentem, a w latach 1921–1928 starszym asystentem w Zakładzie Zoologii Uniwersytetu Stefana Batorego w Wilnie. W 1920 służył jako ochotnik w 1 pułku piechoty Legionów. W 1923 otrzymał tytuł doktora filozofii na Wydziale Matematyczno-Przyrodniczym Uniwersytetu Wileńskiego, na podstawie pracy o ośrodkowym układzie nerwowym drewniaka (Lithobius forficatus). W 1926 otrzymał dyplom nauczycielski. W latach 1929–1939 pracował w Państwowym Muzeum Zoologicznym w Warszawie, od 1934 jako kustosz. W tym czasie odbywał podróże naukowe do Włoch, Francji, Rumunii i Turcji. Podczas II wojny światowej pracował jako robotnik, brał udział w tajnym nauczaniu. Od 1945 kierował katedrą i Zakładem Biologii Ogólnej Wydziału Lekarskiego Uniwersytetu Marii Curie-Skłodowskiej, w 1950-1962 w Akademii Medycznej w Lublinie. W 1945 habilitował się na podstawie pracy o krocionogach południowo-wschodniej Polski. W 1946 mianowany profesorem nadzwyczajnym, a w 1956 profesorem zwyczajnym. Zmarł w 1977, został pochowany na Cmentarzu przy ul. Lipowej.
Odznaczony Krzyżem Kawalerskim Orderu Odrodzenia Polski, Medalem X-lecia Polski Ludowej oraz Odznaką za wzorową pracę w służbie zdrowia. Opublikował ponad 20 prac na temat krocionogów, opisał 21 nowych dla nauki gatunków i podgatunków, upamiętnia go nazwa wija Brachyiulus jawlowskii Lohmander 1928. Zajmował się również neuroanatomią owadów. Opisał budowę ciał łodyżkowatych (corpora pedunculata) u pszczoły oraz budowę ośrodków nerwowych w mózgu chrząszczy. Badał też strukturę i funkcję lobus olfactorius u gąsienicznikowatych.

## Wybrane prace
- O funkcjach centralnego systemu nerwowego drewniaka (Lithobius forficatus L.) = Über die Functionen des Zentral-Nervensystems des Lithobius forficatus L.  Prace Towarzystwa Przyjaciół Nauk w Wilnie 1: 1-18, 1923
- Dwie nowe formy krocionogów z okolic Wilna = Zwei neue Diplopoden aus der Umgegend von Wilno.  Annales Musei Zoologici Polonici  4: 309-313, 1925
- Notatka o gatunku Strongylosoma pallipes. Kosmos, 50, 1925
- Krocionogi (dwuparce) okolic Wilna. Sprawozdanie Komisji Fizjograficznej PAU, 61, 1926
- Przyczynek do fauny pareczników okolic Wilna. Kosmos 51, 243-245, 1927
- Karpatophyllon polinskii n. sbg. n. sp,. Leptoiulus czarnohoricus n.sp. (Diplop.) Annales Musei Zoologici Polonici 7: 102-106, 1928
- Krocionogi okolic Warszawy i niektóre gatunki z innych miejscowości Polski. Spraw. Kom. Fizjograf., PAU, Kraków 63 : 283-314, 1929
- Über die Funktion des Zentralnervensystems bei Lithobius forficatus L. Acta biol. Exp. 3: 289-316, 1929
- Über einige neue Diplopoden-Arten aus Kleinasien und aus Transkaukasien. Annales Musei Zoologici Polonici 8: 49-53, 1929
- Beitrage zur Kenntnis der Diplopodenfauna Bessarabiens (Rumanien). Fragm. Faun. Mus. Zool. Pol., Warszawa I, 1: 3-12, 1930
- On European Diplopoda introduced to America. Fragmenta Faunistica Musei Zoologici Polonici 1 (7): 181-185, 1930
- Bemerkungen über einige Arten der Gattung Leptoiulus Verh., nebst Beschreibung einiger neuen Formen aus Süd-Polen.  Annales Musei Zoologici Polonici  9, 3 : 21-28, 1930
- Neue Arten Paläarktischer Diplopoden aus den Ost-Karpathen und aus Palästina.  Annales Musei Zoologici Polonici  9, 12: 161-166, 1931
- Zur Kenntnis der Diplopodenfauna Osteuropas. Annales Musei Zoologici Polonici 9: 359-362, 1933
- Nouvelles especes de Miriapodes des grottes de la Yougoslavie recueillies par le Dr. P. Remy (Nancy). Annales Musei Zoologici Polonici 9 (23): 363-368, 1933
- Contribution a la faune des Diplopodes de la France. Annales Musei Zoologici Polonici 9: 369-374, 1933
- Beitrag zur Kenntnis des Baues der corpora pedunculata einiger Hymenopteren. Folia Morphologica 5: 137-150, 1934
- Beitrag zur Kenntnis Diplopodenfauna Moldaviens. Fragmenta Faunistica Musei Zoologici Polonici 2, 24: 249-252, 1935
- Neue Formen der Gattung Mastigophorophyllon. Annales Musei Zoologici Polonici 11 (5): 113-116, 1935
- Die Diplopodenfauna Südostpolens. Fragmenta Faunistica Musei Zoologici Polonici 2 : 253-298, 1936
- Beitrage zur Kenntnis der Diplopodenfauna des Tatra-Gebirges. Fragmenta Faunistica Musei Zoologici Polonici 3: 315-343, 1938
- Ceratosoma (Beskidia) jankowskii n.subg.,n. sp., nebst Bemerkungen über einige interessanten Diplopoden-Arten aus Polen. Annales Musei Zoologici Polonici  13 109-114, 1938
- Uber einige interessantere Diplopoden- Arten aus Bulgarien. Annales Musei Zoologici Polonici 13:167-173, 1938
- Contribution to the knowledge of the Diplopoda of Nova Scotia and Newfoundland. Fragmenta Faunistica Musei Zoologici Polonici 4 (8) 149-158, 1939
- Wykaz dotychczas znanych krocionogów (Diplopoda) Polski = Verzeichnis der bisher bekannten Diplopoden-Arten Polens. Fragmenta Faunistica Musei Zoologici Polonici 4, 10 : 212-219, 1939
- Wije (Myriapoda) Bialowieskiego Parku Narodowego. Ann. Univ. Mariae Curie- Sklodowska Lublin IV , 15 : 309-323, 1950
- Histological structure brain of Melolontha melolontha L. (Coleoptera). Ann. UMCS Lublin Sect.D, 26: 185-189, 1971